# Großer Pappelprachtkäfer
|                               |                      |
| Abb. 3 Aufsicht               |                      |
|                               |                      |
| Abb. 1 Seitenansicht          | Abb. 4 Vorderansicht |
|                               |                      |
| Abb. 2 Ausschnitt Flügeldecke | Abb. 5 Unterseite    |

Der Große Pappelprachtkäfer, auch Espenprachtkäfer genannt, (Poecilonota variolosa)  ist ein seltener Käfer aus der Familie der Prachtkäfer und der Unterfamilie Buprestinae.
Die Gattung Poecilonota ist weltweit mit zwölf Arten vertreten, von denen nur Poecilonota variolosa  in Europa anzutreffen ist.
Der Käfer wird in der Roten Liste gefährdeter Arten Deutschlands als stark gefährdet (Kategorie 2) geführt, in  Sachsen-Anhalt gilt die Art als vom Aussterben bedroht, in Brandenburg, Rheinland-Pfalz und Baden-Württemberg wird sie als ausgestorben oder verschollen eingestuft.

## Bemerkungen zum Namen
Der Käfer wurde erstmals 1799 unter dem Namen Buprestis variolosa von Paykull beschrieben, danach jedoch mehrfach unter anderem Namen.  Der Artnamen variolōsa (lat. narbig) nimmt auf die grobe Oberflächenstruktur Bezug. In der deutschsprachigen Literatur hieß die Art häufig conspersa nach der Beschreibung von Gyllenhal 1808. Dieser Name spielt auf die hellen Flecken auf dunklem Untergrund an (lat. conspérsus  bespritzt).
Eschscholtz zerlegte 1829 die Gattung Buprestis in verschiedene Gattungen. Die Arten, deren Schildchen breiter als lang ist, und deren Analsternit ausgerandet ist, fasst er zur Gattung Poecilonota zusammen. Er rechnet dazu Buprestis conspersa (= Buprestis variolosa) und den Lindenprachtkäfer. Der Gattungsname Poecilonota ist von altgr. ποικίλος  (poikílos), bunt und νότος (nōtos), Rücken abgeleitet.

## Körperbau des Käfers
Der robuste Käfer wird 13 bis 21 Millimeter lang. Der Körper ist im Vergleich mit den ähnlichen Arten der Gattung Dicerca flacher und breiter. Unterseits ist das Tier kupferfarben, die Oberseite ist marmoriert mit dunkleren und helleren, kupfern bis grünlich glänzenden Flecken. Besonders in den hellen Bereichen ist er grob und unregelmäßig punktiert.
Der Kopf ist runzlig punktiert, die Stirn eingedrückt. Die elfgliedrigen Fühler sind viel kürzer als Kopf und Halsschild gemeinsam, schwarz und nach innen gesägt. Das kurze Endglied des Kiefertasters ist schräg abgestutzt,  das letzte Lippentasterglied beilförmig. Die annähernd quadratische Oberlippe ist vorn ausgeschnitten. Die kräftigen Oberkiefer sind gebogen und innen ausgeschnitten.
Das Schildchen ist deutlich sichtbar und breiter als lang, nicht wie in der Gattung Dicerca klein und rund.
Die Form des  Halsschilds variiert zwischen seitlich gerundet und parallel bis umgekehrt trapezförmig, weshalb Poecilonota setulosa Fleischer 1896 neuerdings als Variante von Poecilonota variolosa betrachtet wird. Der Halsschild trägt eine glatte, dunkle Mittellinie. Daneben ist es ungleichmäßig punktiert, die Punkte sind gegen die Seiten grober und dichter stehend und fließen in Randnähe zu Runzeln zusammen.
Die Flügeldecken sind zusammen etwas breiter als der Halsschild und hinter der Mitte am breitesten. Sie tragen markante Punktstreifen. Sie sind hinten abgestutzt oder leicht ausgerandet, aber nicht schwanzförmig ausgezogen. Die Flügeldecken sind ungleichmäßig runzelig punktiert, nahe der Naht stehen die Punkte vereinzelt. Die Punkte sind hell erzfarben, hellgrün oder kupfermetallisch. In gleichfarbigen Flecken stehen sie meist dicht zusammen. Das Schildchen ist kurz und relativ breit.
Die Tarsen sind alle fünfgliedrig. Die ersten vier Tarsenglieder sind lappenförmig verbreitert. Das erste Glied der Mitteltarsen ist deutlich länger als das zweite.

## Lebensweise
Die Tiere entwickeln sich in verschiedenen Pappelarten, Meldungen von anderen Laubholzarten (Esche, Weide) werden angezweifelt. Südseite und bodennahe Bereiche werden bevorzugt zur Eiablage benutzt. Hauptsächlich werden stehende starke bis mittelstarke Bäume befallen, ausnahmsweise auch jüngere oder geschlagene Bäume. Man erkennt die Anwesenheit der Larve an der verfärbten, eingesunkenen und teilweise aufgeplatzten Rinde. Die Bohrgänge sind flächig und dicht mit feinem Bohrmehl gefüllt.
Den Wirtspflanzen entsprechend werden die Käfer oft in warmen Auwäldern angetroffen, an Waldrändern oder an Einzelbäumen, aber auch bei Anpflanzungen von Pappeln als Begrenzung von Parkplätzen, in Campingplätzen oder sonstigen Anlagen. Die Käfer sind hauptsächlich an vorgeschädigten Pflanzen anzutreffen.
Die Entwicklung dauert in wärmeren Klimaten zwei Jahre, in kühleren mindestens zwei Jahre. Die Puppenwiege liegt in etwa parallel zur Oberfläche dicht unter oder in der Rinde. Eine Bevorzugung der Ausrichtung bezüglich der Achse des Stammes ist nicht zu erkennen.
Die Käfer erscheinen in Mitteleuropa im Juni und Juli, in Südeuropa früher. Sie sind nur in der heißesten Tageszeit aktiv. Bei Annäherung verharren sie meist unbeweglich.

## Verbreitung
Die Art ist von Ostsibirien bis Nordafrika verbreitet. Sie erreicht im Norden Norwegen, Schweden, Finnland und die russischen Ostseeprovinzen. In Mittel- und Westeuropa vermeidet sie den atlantischen Klimabereich.